# Gammalkatolska kyrkan i Sverige
Gammalkatolska kyrkan i Sverige är den svenska grenen av gammalkatolska kyrkor inom Utrechtunionen.
Den svenska och danska gammelkatolikernas delegat i IBK (Utrechtunionens internationella gammalkatolska biskopskonferens) är biskopen av Haarlem, doktor Dick Schoon (Gammalkatolska kyrkan i Nederländerna). Ansvarig för kyrkan i Sverige är kyrkoherde Rickard Stenberg och officiellt organ är tidningen Sursum Corda.
Den gammalkatolska kyrkan är i Sverige en folkkyrka och den minsta kyrkan inom Utrechtunionen.

## Historik
Gammalkatolska kyrkan bildades i Sverige 1974 av musikdirektör Sven-H Jacobsson, som etablerade en flitig kontakt med kontinentens gammalkatolska kyrkor (det vill säga Utrechtunionen). År 1976 uppgick de små församlingarna under Sven-H Jacobsson ledning i Utrechtunionen. Med tanke på de svenska församlingarnas storlek såg man vare sig i Sverige eller från den Internationella biskopskonferensens sida något behov av att installera en biskop utan församlingarna underställdes som avhängig till IBK. Den första förmyndaren var Josef Brinkhues, biskop av den gammalkatolska kyrkan i Tyskland. Jacobsson blev samma år vald till kyrkoherde.
Församlingarna har goda relationer till både de tyska och nederländska systerkyrkorna under vars biskopar man kommit att stå under i olika omgångar. Kyrkoherde Sven-H Jacobssons avgick 1987 av hälsoskäl. Kyrkans tidning Sursum Corda, kyrkans officiella organ i Sverige, började tryckas regelbundet.[när?]
Vid kyrkoherde Jacobsson avgång valdes diakon Rickard Stenberg till hans efterträdare. Stenberg prästvigdes och installerades av biskop Josef Brinkhues som kyrkoherde under dennes visitation i Sankt Petri kyrka, Malmö 1987. Biskop Brinkhues ansvar över den svenska kyrkan överfördes då han pensionerades 1989 till biskop Teunis Johannes Horstman av Haarlem, Nederländerna.
Under 1980- och 1990-talen växte den Gammalkatolska kyrkan. År 1996 öppnade Utrechtunionen prästämbetet även för kvinnor, varvid större delen av prästerskapet lämnade kyrkan och Malmö församling blev den enda kvarvarande i Utrechtunionen.
År 2007 antog den Gammalkatolska kyrkan i Sverige officiellt den kontextuella teologin och ingick som samfundsmedlem i Institutet för kontextuell teologi. Biskop Dirk Jan Schoon av Haarlem valdes som ny delegat till IBK samma år.
Nya kyrkogrupper anslöts och en långsam utbredning pågår.[när?] Kyrkan fick nya lokaler inhysta i Malmö nära Malmö konserthus år 2009. Samma år fick man nya lokaler i Lund och Helsingborg. Numera räknar man en församling och sex kyrkogrupper på olika håll i landet.[när?]

## Organisation
Den Gammalkatolska kyrkan i Sverige har ingen biskop utan har därför representation genom den biskop som utväljs av IBK som förmyndare över de skandinaviska församlingarna. Gammalkatolska kyrkan är på detta vis avhängig IBK men utövar stor beslutandefrihet så länge lokala beslut inte går i strid med IBK:s riktlinjer och enhälligt antagna beslut.
Gammalkatolska kyrkan styrs av Synodalrådet med kyrkoherden som styrelseordförande. Synodalrådet är alltså den Gammalkatolska kyrkan i Sveriges högsta beslutande organ och ansvarar över kyrkans gudstjänstfirande, ekonomi och organisation.

## Medlemskap
Inträde i Gammalkatolska kyrkan sker genom dopet eller genom skriftligt inträde om man redan är döpt i till exempel Svenska kyrkan, de anglikanska eller ortodoxa kyrkorna. Medlemskapet gäller på obegränsad tid men kan upphävas genom ansökan till sin församlingspräst. Medlemskapet kan hävas av vårdnadshavare om personen är under myndig ålder.

## Gudstjänst
Gudstjänstfirandet och andra kyrkliga ceremonier i den Gammalkatolska kyrkan i Sverige fastställs av Synodalrådet, däremot har församlingarna stor självbestämmanderätt i liturgiska frågor inom en ram av bestämda högtider, förslag på gudstjänstordningar och böner. Det demokratiska tänkandet inom kyrkan möjliggör stor lokal variation.

## Sakramenten
Gammalkatolska kyrkan i Sverige erkänner sju sakrament: dopet, konfirmationen, bikten, äktenskapet, de sjukas smörjelse (även kallad ”sista smörjelsen”), ordinationen (det vill säga diakon-, präst- och biskopsvigning) och eukaristin.

## Församlingar och kyrkogrupper
- St Maria Magdalena församling, Malmö
- St Maria kyrkogrupp, Lund
- St Sebastian kyrkogrupp, Göteborg
- St Sergius & St Bacchus kyrkogrupp, Falun
- Alla änglars kyrkogrupp, Karlskrona
- St Arild kyrkogrupp, Landskrona
- St Annas kyrkogrupp, Umeå